# Wydział Teologiczny Uniwersytetu Katolickiego w Rużomberku
Wydział Teologiczny Uniwersytetu Katolickiego w Rużomberku został założony 1 lipca 2003. W 2012 dziekanem wydziału był Cyril Hišem.

## Katedry wydziału
- Katedra filozofii
- Katedra teologii systematycznej
- Katedra historii i nauki biblijnej
- Katedra katechezy i pedagogiki
- Katedra teologii praktycznej
- Katedra pracy socjalnej[3]